# Anaphalis
Anaphalis là một chi thực vật có hoa trong họ Cúc (Asteraceae).
Chi này chứa khoảng 110 loài với phần lớn là bản địa Trung và Nam Á.

## Các loài
Chi Anaphalis gồm các loài:
1. Anaphalis acutifolia Hand.-Mazz.
2. Anaphalis adnata Wall. ex DC.: Cúc bạc, hoa giả, bạch nhung con
3. Anaphalis alpicola Makino
4. Anaphalis araneosa DC.
5. Anaphalis arfakensis Mattf.
6. Anaphalis aristata (DC.) DC.
7. Anaphalis aureopunctata Lingelsh. & Borza
8. Anaphalis barnesii C.E.C.Fisch.
9. Anaphalis batangensis Y.L.Chen
10. Anaphalis beddomei Hook.f.
11. Anaphalis bicolor (Franch.) Diels
12. Anaphalis boissieri Georgiadou
13. Anaphalis brevifolia DC.
14. Anaphalis bulleyana (Jeffrey) C.C.Chang
15. Anaphalis busua (Buch.-Ham.) DC.
16. Anaphalis candollei Georgiadou
17. Anaphalis cavei Chatterjee
18. Anaphalis chilensis Reiche
19. Anaphalis chlamydophylla Diels
20. Anaphalis chungtienensis Y.L.Chen
21. Anaphalis cinerascens Ling & W.Wang
22. Anaphalis contorta (D.Don) Hook.f.: Bạch nhung
23. Anaphalis contortiformis Hand.-Mazz.
24. Anaphalis cooperi Grierson & Spring.
25. Anaphalis corymbifera C.C.Chang
26. Anaphalis cuneifolia (DC.) Hook.f.
27. Anaphalis cutchica C.B.Clarke
28. Anaphalis darvasica Boriss.
29. Anaphalis delavayi (Franch.) Diels
30. Anaphalis depauperata Boriss.
31. Anaphalis deserti J.R.Drumm.
32. Anaphalis elegans Ling
33. Anaphalis flaccida Ling
34. Anaphalis flavescens Hand.-Mazz.
35. Anaphalis fruticosa Hook.f.
36. Anaphalis garanica Boriss.
37. Anaphalis gracilis Hand.-Mazz.
38. Anaphalis griffithii Hook.f.
39. Anaphalis hancockii Maxim.
40. Anaphalis hellwigii Warb.
41. Anaphalis himachalensis Aswal & Goel
42. Anaphalis hondae Kitam.
43. Anaphalis hookeri C.B.Clarke
44. Anaphalis horaimontana Masam.
45. Anaphalis hymenolepis Ling
46. Anaphalis javanica (DC.) Sch.Bip.
47. Anaphalis kashmiriana P.C.Pant, R.R.Rao & G.Arti
48. Anaphalis kokonorica (Y.Ling) Grubov
49. Anaphalis lactea Maxim.: Bạch nhung sữa
50. Anaphalis larium Hand.-Mazz.
51. Anaphalis latialata Ling & Y.L.Chen
52. Anaphalis latifolia Kinzik. & Vainberg
53. Anaphalis lawii (Hook.f.) Gamble
54. Anaphalis leptophylla (DC.) DC.
55. Anaphalis likiangensis (Franch.) Y.Ling
56. Anaphalis longifolia (Blume) Blume ex DC.
57. Anaphalis marcescens (Wight) C.B.Clarke
58. Anaphalis margaritacea (L.) Benth. & Hook.f.: Bạch nhung bờ, bạch nhung quế, cây rỉ sắt, rau khúc dại, hoa giấy nhỏ, sơn thu, châu quang hương thanh, đại diệp bạch đầu ông, bạch nhung bơ
59. Anaphalis margaritaceae L.
60. Anaphalis maxima (Kuntze) Steenis
61. Anaphalis meeboldii W.W.Sm.
62. Anaphalis morrisonicola Hayata
63. Anaphalis mucronata C.B.Clarke ex Hemsl.
64. Anaphalis muliensis (Hand.-Mazz.) Hand.-Mazz.
65. Anaphalis nagasawai Hayata
66. Anaphalis neelgerryana (DC.) DC.
67. Anaphalis nepalensis (Spreng.) Hand.-Mazz.: Bạch nhung Nepal
68. Anaphalis notoniana (DC.) DC.
69. Anaphalis nubigena DC.
70. Anaphalis oxyphylla Ling & C.Shih
71. Anaphalis pachylaena Y.L.Chen & Ling
72. Anaphalis pannosa Hand.-Mazz.
73. Anaphalis patentifolia Rech.f.
74. Anaphalis pedicellatum T.Anderson
75. Anaphalis pelliculata Trimen
76. Anaphalis plicata Kitam.
77. Anaphalis porphyrolepis Ling & Y.L.Chen
78. Anaphalis pseudocinnamomea Grierson
79. Anaphalis racemifera Franch.
80. Anaphalis rhododactyla W.W.Sm.
81. Anaphalis roseoalba Krasch.
82. Anaphalis royleana DC.
83. Anaphalis sarawschanica (C.Winkl.) B.Fedtsch.
84. Anaphalis saxatilis (DC.) Boerl.
85. Anaphalis scopulosa Boriss.
86. Anaphalis sinica Hance
87. Anaphalis souliei Diels
88. Anaphalis spodiophylla Ling & Y.L.Chen
89. Anaphalis staintonii Georgiadou
90. Anaphalis stenocephala Ling & C.Shih
91. Anaphalis subdecurrens (DC.) Gamble
92. Anaphalis subtilis Kinzik. & Vainberg
93. Anaphalis subumbellata C.B.Clarke
94. Anaphalis suffruticosa Hand.-Mazz.
95. Anaphalis sulphurea (Trimen) Grierson
96. Anaphalis surculosa (Hand.-Mazz.) Hand.-Mazz.
97. Anaphalis szechuanensis Ling & Y.L.Chen
98. Anaphalis tenuicaulis Boriss.
99. Anaphalis tenuisissima C.C.Chang
100. Anaphalis thwaitesii C.B.Clarke
101. Anaphalis tibetica Kitam.
102. Anaphalis transnokoensis Sasaki
103. Anaphalis travancorica W.W.Sm.
104. Anaphalis triplinervis (Sims) Sims ex C.B.Clarke
105. Anaphalis velutina Krasch.
106. Anaphalis virens C.C.Chang
107. Anaphalis virgata Thomson
108. Anaphalis viridis Cummins
109. Anaphalis viscida (Blume) DC.
110. Anaphalis wightiana (Wall ex DC.) DC.
111. Anaphalis xylorhiza Sch.Bip. ex Hook.f.
112. Anaphalis yangii Y.L.Chen & Y.L.Lin
113. Anaphalis yunnanensis (Franch.) Diels
114. Anaphalis zeylanica C.B.Clarke